# Dick Stabile
Dick Stabile (29 de mayo de 1909-18 de septiembre de 1980) fue un saxofonista de jazz y líder de banda de nacionalidad estadounidense.

## Biografía
Nacido en Newark (Nueva Jersey), Stabile entró a formar parte de la orquesta de Ben Bernie en 1928, permaneciendo varios años en la formación. En 1935 empezó a tocar con un grupo propio, grabando con cantantes como Bunny Berigan, Paula Kelly, Burt Shaw, y Gracie Barrie, la última de las cuales acabaría siendo su esposa. En esa época Stabile grabó para los sellos Decca Records, Bluebird Records, ARC Records, y Vocalion Records/Okeh Records. Su grupo trabajaba a menudo en hoteles de la ciudad de Nueva York y fue elegida para tocar en la Feria mundial Nueva York 1964 in 1959–60.
Durante la Segunda Guerra Mundial Stabile lideró una banda a la vez que servía en la Guardia Costera de Estados Unidos, dirigiendo la formación Gracie Barrie en su ausencia. Tras la guerra se mudó a Los Ángeles, donde empezó a colaborar con Dean Martin y Jerry Lewis desde 1949 hasta el momento de su muerte. Así, dirigió la orquesta en muchas de las grabaciones de Martin. Además, trabajó con Jimmy Dorsey y Vincent Lopez. 
En la década de 1950 Stabile trabajó en conjuntos teatrales del circuito de Broadway, y en la siguiente década lideró grupos de baile en las salas de Los Ángeles. Mediados los años setenta empezó a actuar en el Hotel Roosevelt de Nueva Orleans, Luisiana, con el cual todavía colaboraba en el momento de su muerte, ocurrida en 1980 a causa de un ataque cardiaco.